# محاصره جینگجو (۱۵۹۲)
محاصره جینگجو (انگلیسی: Siege of Jinju) یکی از نبردها در طی تهاجم ژاپن به کره (۱۵۹۸–۱۵۹۲) بود.